# Bad Neustadt an der Saale
Bad Neustadt là một town in northern Bayern, Đức. It is the capital of Rhön-Grabfeld district in Lower Franconia. Đô thị này tọa lạc bên sôngs Fränkische Saale và Brend, near Rhön Mountains, 30 km về phía bắc của Schweinfurt, và 47 km về phía đông nam của Fulda.